# Póvoa de São Miguel
Póvoa de São Miguel es una freguesia portuguesa del concelho de Moura, con 186,94 km² de superficie y 1.094 habitantes (2001). Su densidad de población es de 5,9 hab/km².